# Ernst Röhl
Ernst Röhl (* 25. Dezember 1937 in Neu Ruthenbeck, Kreis Schwerin; † 16. Februar 2015 in Zepernick, Landkreis Barnim) war ein deutscher Satiriker und Kabarettist. Seine Bücher erschienen hauptsächlich im Berliner Eulenspiegel-Verlag.

## Leben
Von 1943 bis 1952 besuchte Röhl die Dorfschule in Goldenbow und die Zentralschule in Friedrichsruhe. Anschließend dann die Oberschule in Parchim, wo er 1956 das Abitur ablegte. 1956 bis 1957 war er bei der Parchimer Kreisredaktion der Schweriner Volkszeitung tätig. Röhl studierte von 1957 bis 1961 Journalistik an der Karl-Marx-Universität Leipzig und war Mitglied des Studentenkabaretts Rat der Spötter, das zu dieser Zeit von Peter Sodann geleitet wurde. Wegen „staatsfeindlichem Kabarettspiel“ musste er mit fünf weiteren Kommilitonen von 1961 bis 1962 ins Gefängnis. Anschließend musste er sich 1962 bis 1964 als Sägewerker und Gießereiarbeiter „in der Produktion bewähren“.
Von 1965 bis 1997 war er mit kurzer Unterbrechung Redakteur der Zeitschrift Eulenspiegel. Seit 1997 arbeitete Röhl als freier Schriftsteller. So schrieb er bis 2003 satirische Kolumnen für die Tageszeitung neues deutschland.

## Bibliographie (Auswahl)
- Der Fuchs mit den blauen Augen, Eulenspiegel Verlag Berlin, 1983
- Wörtliche Betäubung. Neudeutscher Mindestwortschatz. Eulenspiegel Verlag Berlin, 1986, ISBN 3-359-00040-4 (3. erweiterte Auflage 1989, ISBN 3-359-00435-3)
- Einstein spielte Saxophon, Eulenspiegel Verlag Berlin, 1987, ISBN 3-359-00144-3
- Ich wünschte, ich wär mein Bruder – 99 unernste Gedichte, Eulenspiegel Verlag, Berlin 1989, ISBN 3-359-00333-0
- Deutsch-Deutsch – ein satirisches Wörterbuch, Eulenspiegel Verlag Berlin, 1991
- Esel sei der Mensch – der größte Quatsch des Jahrhunderts, Eulenspiegel Verlag Berlin, 1994, ISBN 3-359-00761-1
- Fünf Jahre sind genug – neue DDR-Witze, Eulenspiegel Verlag, Berlin 1995, ISBN 3-359-00795-6
- Das große deutsche Blabla, Eulenspiegel Verlag Berlin 1997, ISBN 3-359-00901-0
- Zehn Jahre sind zuviel. Deutsch-deutsche Witze der Jahrtausendwende, Eulenspiegel Verlag Berlin, 1998, ISBN 3-359-00930-4
- Der Ostler, das unbekannte Wesen. Geschichten. Eulenspiegel, Berlin 2000, ISBN 3-359-00985-1
- Deutsch – Deutsch. Ein satirisches Wörterbuch. Eulenspiegel, Berlin 2000, ISBN 3-359-00495-7
- Ernst Röhl (Hrsg.): Die alten Hasen. Rentner, ein Beruf wie jeder andere. Eulenspiegel, Berlin 2001, ISBN 3-359-01412-X
- Neues aus den neuen Ländern, Heyne, München 2002, ISBN 3-453-19990-1
- Rat der Spötter. Das Kabarett des Peter Sodann. Kiepenheuer, Leipzig 2002, ISBN 3-378-01062-2
- Mutters Sprache, Vaters Land. Eulenspiegel, Berlin 2002, ISBN 3-359-01450-2
- Einigkeit und recht viel Freizeit. Geschichten und Satiren, Eulenspiegel, Berlin 2006, ISBN 3-359-01655-6
- mit fRÖHLichem Gruße, Eulenspiegel, Berlin 2008, ISBN 3-359-01688-2
- Wörter-Buch der Heuchelsprache. Eulenspiegel Verlag, Berlin 2010, ISBN 978-3-359-02272-5

## Hörspiel und Film
- 1974: Minna Plückhahn will es wissen – Regie: Fritz-Ernst Fechner (Hörspiel – Rundfunk der DDR)
- 1982: Wenn’s donnert, blüht der Gummibaum – Regie: Günter Meyer (Kinderfilm – Fernsehen der DDR)